# Лоша деца иду у пакао
Лоша деца иду у пакао је амерички филм црног хумора из 2012. године. Сценарио филма је написан по узору на истоимени стрип. Режију за филм је радио Метју Спредлин док су главне улоге тумачили Аманда Алч, Марк Донато, Оги Дјук, Роџер Едвардс, Али Фолкнер, Камерон Стјуарт, Бен Браудер и Џуд Нелсон.

## Синопсис
Специјални тим полиције упао је у школску библиотеку како би пронашао ученика који држи секире и окружен је дивљачким убијеним телима, пре него што се филм врати осам сати раније. Шест ученика основне школе приморано је да издржавају суботњи притвор осам сати на Академији, где психолог др Дан обавља психолошка испитивања на ученицима како би испитао њихове личности и потом објаснио њихово понашање, бележећи сваку сесију у том процесу. Кад је директор Наш дао обавештење о протеривању ученика Мета Кларка, он га убеђује да промени казну у осмочасовни притвор у суботу. Мет служи притвор с неспретним Тареком Ахмедом, шаљивџијом Крегом Кук, лукавом девојком Вероником Хармон, астматичарком Меган МекДурст и популарном девојком Тришом Вилкес.
За време њихове казне, др. Деј им одузима телефоне, ограничава им домет интернета и даје им задатак да напишу историју школе. Затим сам закључава ученике у нову школску библиотеку, коју је домар, Мак, мало преправљао додавањем портрета домородаца и статуе Апача. Студенти верују да је библиотека уклета. Схватају да имају породично нефункционалне породичне животе, иако имају разлике међу собом, проистекле из претходних сусрета који су снимљени камером. Вероника сакрива Меганин инхалатор и криви Тарека за то, што доводи до тога да Меган има напад астме и умире.
Са ограниченим приступом рачунару и школским базама података, Вероника почиње рад на њиховом историјском пројекту. Они уче како је земља украдена од племена Апача 1870-их од генерала Ендру Винстона Кларка, коју је град Крествју преузео да изгради школу. Нова библиотека изграђена је на суседном земљишту које је припадало недавно преминулом старијем Апачу Јакову Рејнватеру.
Док се студенти свађају препиру, откривају отвор који им омогућава кретање до различитих закључаних просторија. Сазнају да Мет има неоткривен криминални статус и постају сумњичави према њему. Након што Тарек нестане и они се кроз отвор врате у библиотеку, сазнају да је Тришина мајка гувернерка, Крегов отац  градски одборник, а Меганин отац је сувласник имања на којем је Тарекова очева компанија изградила библиотеку. Схватили су да су њихови родитељи склопили споразум са школом како би се осигурало да њихова размажена деца буду загарантована да дипломирају у замену за поклањање библиотеке.
Док је олуја била напољу ометајући светла и електронику изнутра у школи, повећавао се страх ученика да постоји нека паранормална активност. Крег пада низ степенице у библиотеци, а један од његових штака се забола у њега и умро је одмах. Недуго затим, Триша признаје да је њена мајка била разлог зашто је Рејнватер изгубио кућу а Вероника осигурава доказе на Креговој камери на којима се види да су Триша, Крег, Меган и Тарек убили Јакоба Рејнватера у његовој кући како би напустио власништво над некретнином, не остављајући ниједан следећи род који ће преузети. Дубоко верујући у паранормално, они покушавају да контактирају Јаковљев дух тако да Триша може назвати примирје, али дух се побуни и наизглед повређује Веронику. Затим се појављује дух а Триша користи пнеуматски чекић да изврши самоубиство из страха.
Др Деј се појављује да открије свој савез са Вероником. Све време надвладали су свачије паранормалне заблуде и емоционалне избијања, покренуте психолошким тестовима блокаде, да би продали причу и зарадили новац. Деј бива убијен због покушаја бекства кроз отвор, Тареково мртво тело је оно што је користио дух како би комуницирао са осталима. Пре него што Вероника може да устрели Мета пнеуматским чекићем, др. Деј је нагло убије секиром. Мет је оптужен за сва убиства. Убрзо и др Деј умире јер касније пада статуа на њега. Специјални тим полицајаца упао је да нађе Мета наоружаног секиром усред покоља. Мет је убрзо ухапшен.
Долази Макс домар, откривајући да је у родбинској са Рејнватером. Метје одвезен возилом хитне помоћи, а Тришина мајка, Тареков отац и Крегов отац исплаћују директора наша како би заташкали било какве умешаности у инцидент.

## Улоге
- Аманда Алч као Меган
- Марк Донато као Тарек
- Оги Дјук као Вероника
- Роџер Едвардс као Крег Кук
- Али Фолкнер као Триша
- Камерон Стјуарт као Мет Кларк
- Бен Браудер као Макс
- Џуд Нелсон као директор Наш